# Primno johnsoni
Primno johnsoni är en kräftdjursart som beskrevs av Bowman 1978. Primno johnsoni ingår i släktet Primno och familjen Phrosinidae. Inga underarter finns listade i Catalogue of Life.